# Victoria Montero
Victoria Eugenia Montero Enríquez (Toluca de Lerdo, 25 de agosto de 1991) es una deportista mexicana que compitió en bádminton. Ganó una medalla de bronce en los Juegos Panamericanos de 2011, en la prueba individual.

## Palmarés internacional
| Juegos Panamericanos | Juegos Panamericanos | Juegos Panamericanos | Juegos Panamericanos |
| Año                  | Lugar                | Medalla              | Prueba               |
| -------------------- | -------------------- | -------------------- | -------------------- |
| 2011                 | Guadalajara (México) | Medalla de bronce    | Individual           |